# Macrosamanea pubiramea
Macrosamanea pubiramea är en ärtväxtart som först beskrevs av Ernst Gottlieb von Steudel, och fick sitt nu gällande namn av Rupert Charles Barneby och James Walter Grimes. Macrosamanea pubiramea ingår i släktet Macrosamanea och familjen ärtväxter. IUCN kategoriserar arten globalt som livskraftig.

## Underarter
Arten delas in i följande underarter:
- M. p. lindsaeifolia
- M. p. pubiramea